# Test de Nylander
Le test de Nylander est un test chimique utilisé pour détecter les aldéhydes. Le test a été inventé pour détecter les sucres réducteurs dans l'urine. Le test porte le nom du chimiste suédois Claus Wilhelm Gabriel Nylander (1835-1907).
Le réactif de Nylander est composé de nitrate de bismuth, de tartrate de potassium et de sodium et d'hydroxyde de potassium.
Le principe du test est la réduction des ions du métal bismuth en bismuth métallique :
{\displaystyle \mathrm {3\ R{-}CHO+2\ Bi^{3+}+9\ OH^{-}\longrightarrow 3\ R{-}CO_{2}^{-}+6\ H_{2}O+2\ Bi} }
Les aldéhydes réagissent avec les ions bismuth en milieu alcalin pour former des acides carboxyliques, de l'eau et du bismuth métallique noir.
Le tartrate, en tant qu'agent complexant, garantit qu'aucun sel basique de bismuth ne précipite à un pH élevé et, en même temps, le potentiel rédox du bismuth(III) est ajusté de manière que les aldéhydes soient détectés de la manière la plus sélective possible.